# Wybory prezydenckie w Stanach Zjednoczonych w 2008 roku
Wybory prezydenckie w Stanach Zjednoczonych w 2008 roku − pięćdziesiąte szóste wybory prezydenckie, w których głosowanie wyborców odbyło się we wtorek 4 listopada 2008. W wyniku wyborów wyłoniony został 44. prezydent oraz 47. wiceprezydent Stanów Zjednoczonych. Oficjalne dane ze 100% lokali wyborczych, ogłoszone 22 stycznia 2009, potwierdziły, że przeprowadzone głosowanie przyznało kandydatom na elektorów popierających Baracka Obamę i Josepha Bidena 365 mandatów w 538-mandatowym Kolegium Elektorskim wobec 173 mandatów dla elektorów Johna McCaina i Sary Palin. Pozostali kandydaci nie uzyskali głosów elektorskich. Podział ten odzwierciedla ordynację większościową z jednym zwycięzcą we wszystkich stanach USA z wyjątkiem stanów Maine i Nebraska.
| 2004 ← 4 XI 2008 → 2012    | Barack Obama         | John McCain          |
| -------------------------- | -------------------- | -------------------- |
|                            |                      |                      |
| Partia polityczna          | Partia Demokratyczna | Partia Republikańska |
| Stan macierzysty           | Illinois             | Arizona              |
| Kandydat na wiceprezydenta | Joe Biden            | Sarah Palin          |
| Głosy elektorskie          | 365                  | 173                  |
| Głosy powszechne           | 69 456 897           | 59 934 814           |
| Stany                      | 28 + DC + NE-02      | 22                   |
| Wynik procentowy           | 52,92%               | 45,66%               |

## Sytuacja

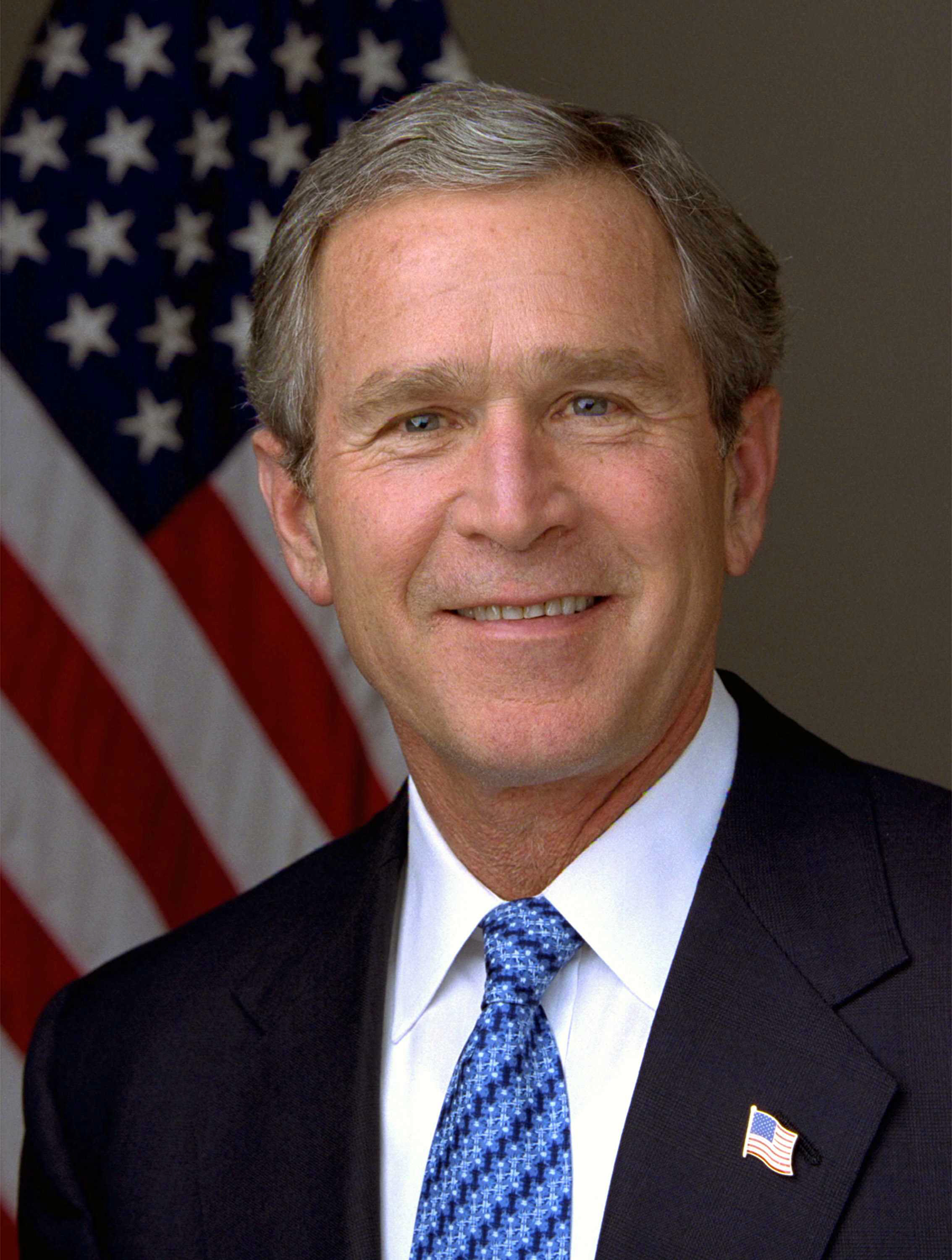
George W. Bush – Ustępujący 43. prezydent Stanów Zjednoczonych

Urzędujący prezydent, republikanin George W. Bush, zgodnie z konstytucją nie mógł ubiegać się o trzecią kadencję, zatem w łonie obu partii odbyła się otwarta walka o nominację, zwłaszcza iż urzędujący wiceprezydent Dick Cheney oznajmił, że nie będzie kandydować. Były to pierwsze od 1952 w pełni otwarte wybory, w których udziału nie wzięli urzędujący prezydent lub jego zastępca (ani też nie ubiegali się o nominację swych partii).

Rozkład głosów elektorskich do zdobycia wedle stanów

## Główni kandydaci[4]
| Lp. | Kandydat na prezydenta | Kandydat na wiceprezydenta | Logo kampanii | Partia               | Hasło wyborcze                                            |
| --- | ---------------------- | -------------------------- | ------------- | -------------------- | --------------------------------------------------------- |
| 1.  | John McCain            | Sarah Palin                |               | Partia Republikańska | Kraj jest najważniejszy (Country First)                   |
| 2.  | Barack Obama           | Joe Biden                  |               | Partia Demokratyczna | Zmiana, w którą możemy wierzyć (Change we can believe in) |

## Kandydaci w prawyborach

### Partia Demokratyczna

#### Zwycięzca prawyborów w Partii Demokratycznej

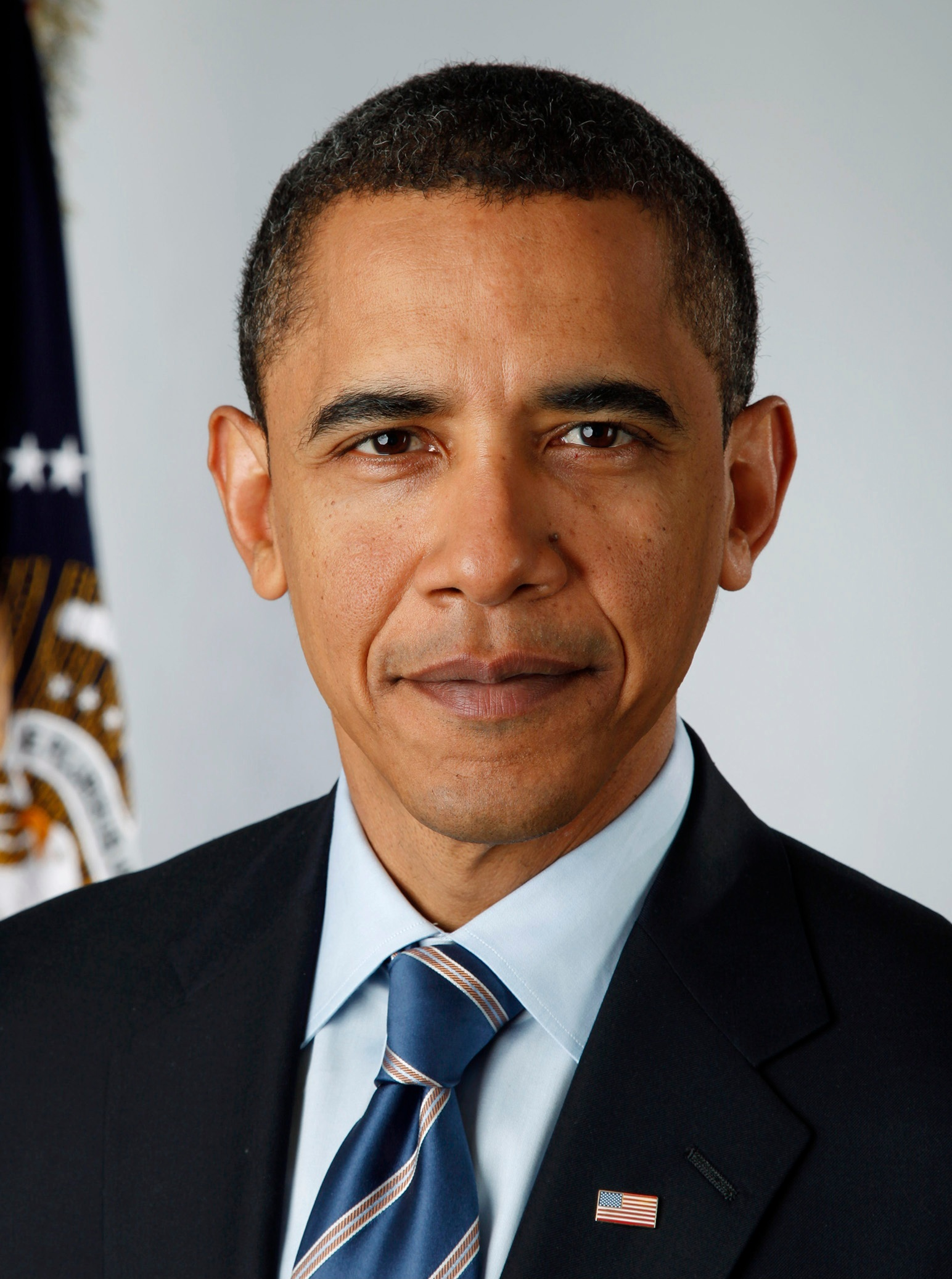
Barack Obama, młodszy senator z Illinois

#### Pozostali uczestnicy prawyborów w Partii Demokratycznej

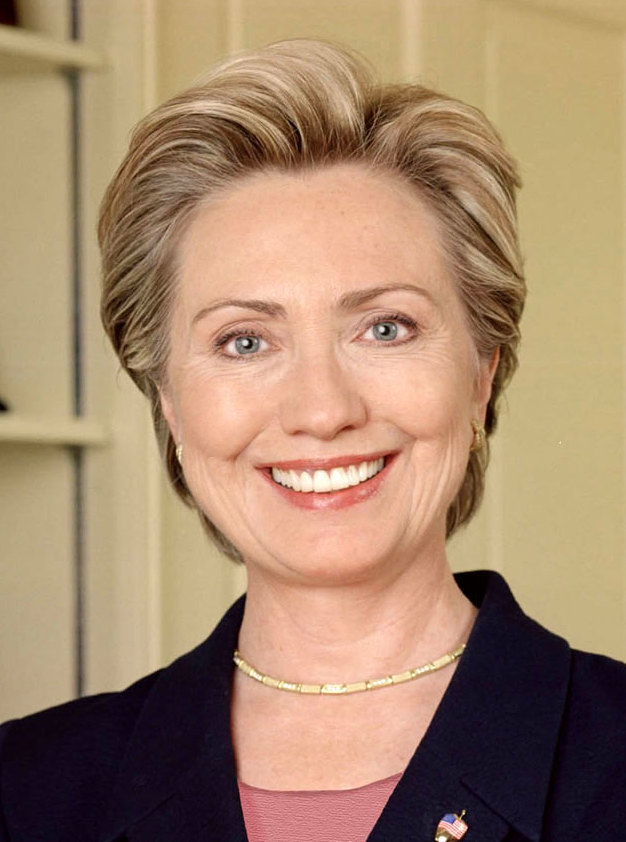
Hillary Clinton, młodszy senator z Nowego Jorku
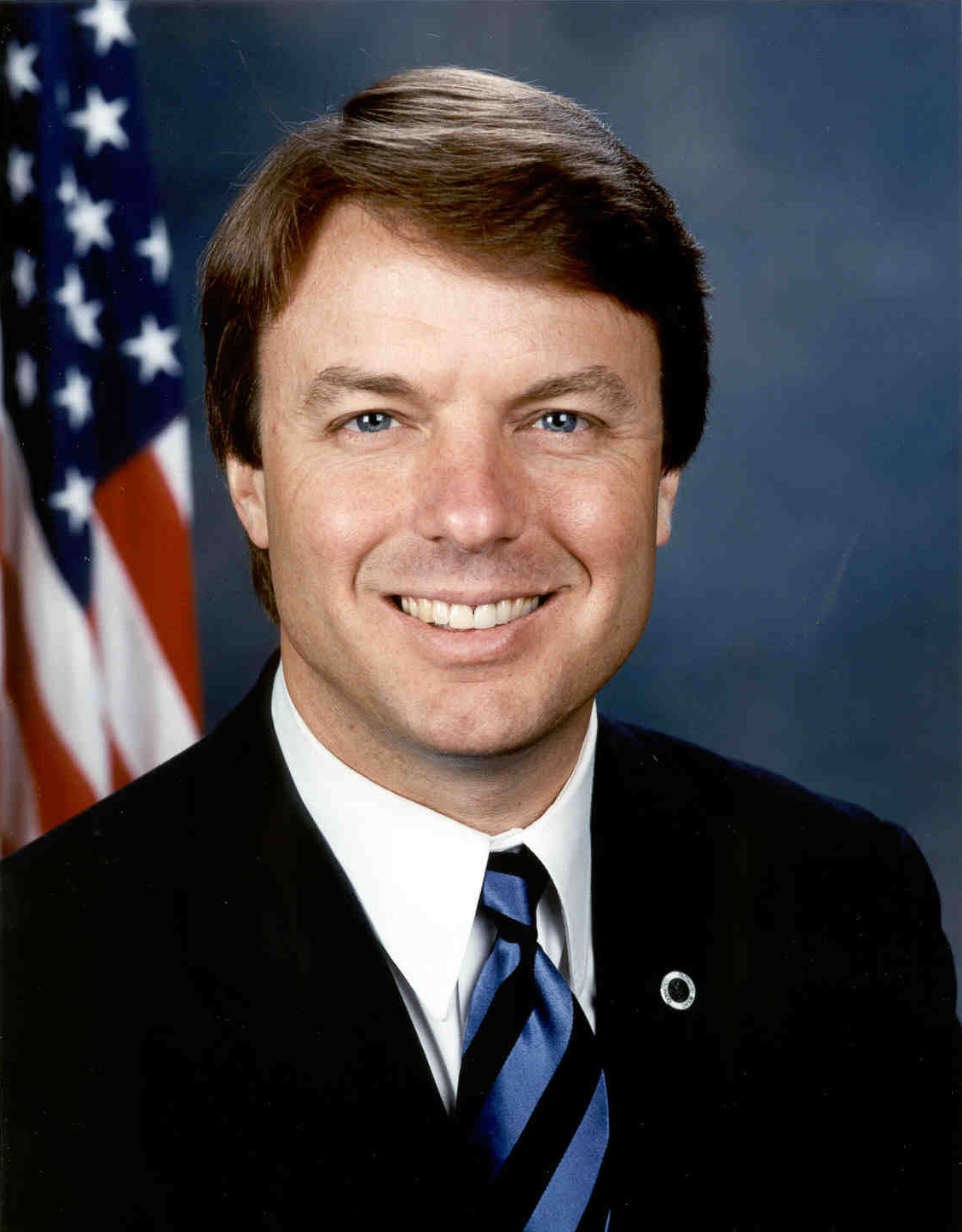
John Edwards, były senator z Karoliny Północnej i kandydat na wiceprezydenta w 2004
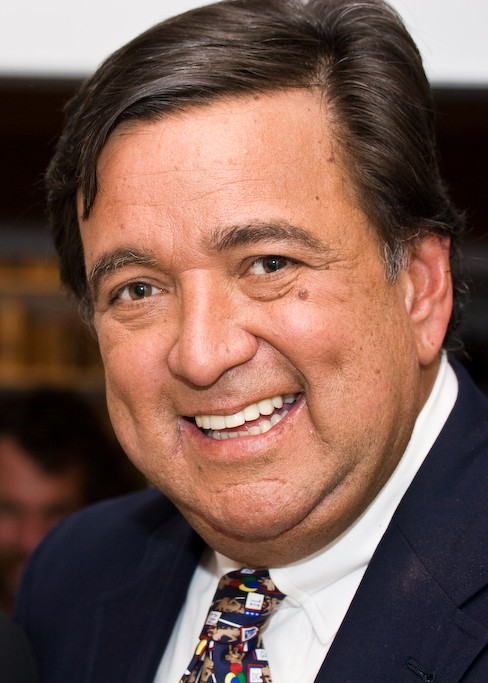
Bill Richardson, gubernator Nowego Meksyku
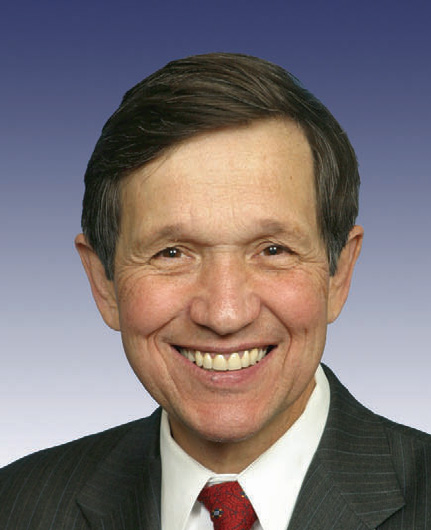
Dennis Kucinich, kongresmen z Ohio
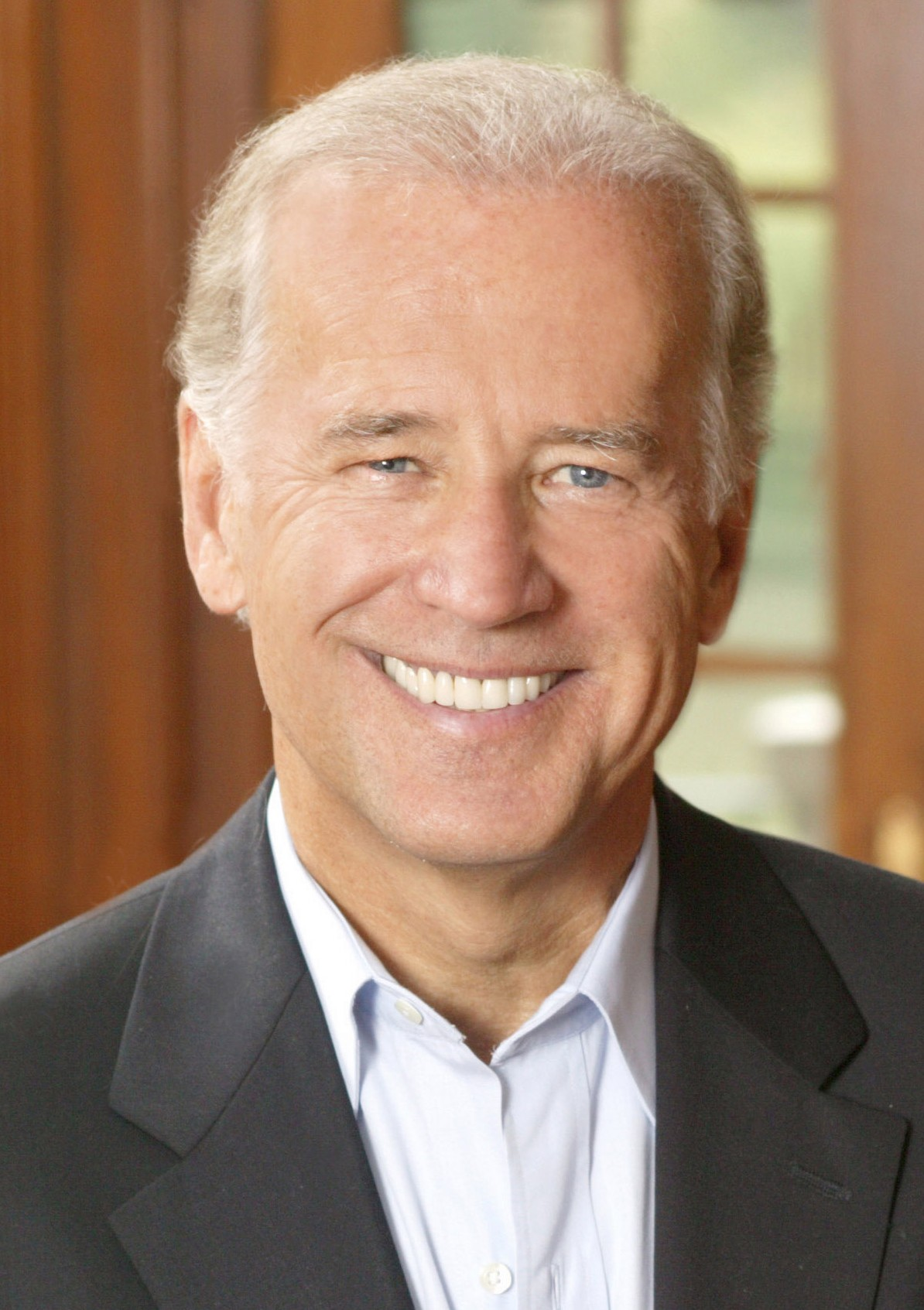
Joe Biden, starszy senator z Delaware
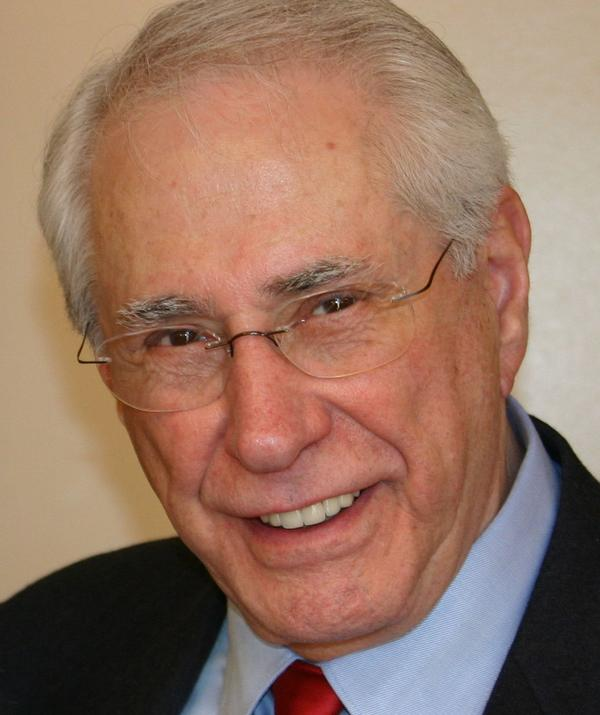
Mike Gravel, były senator z Alaski
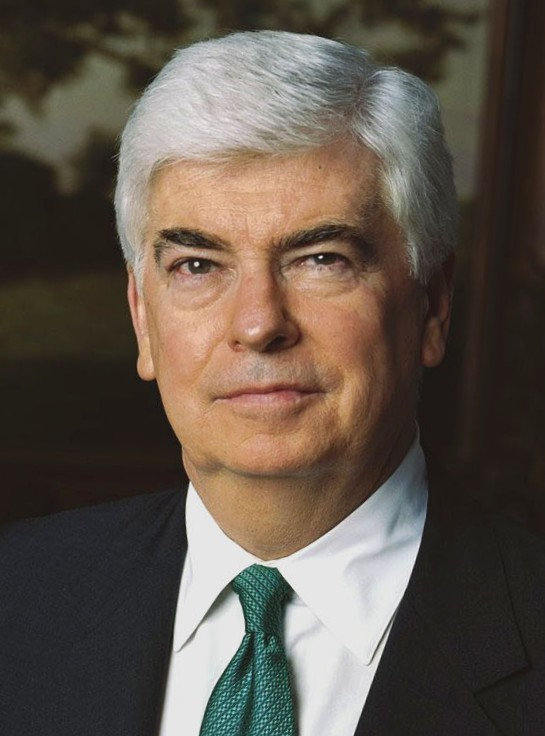
Christopher Dodd, starszy senator z Connecticut

### Partia Republikańska

#### Zwycięzca prawyborów w Partii Republikańskiej

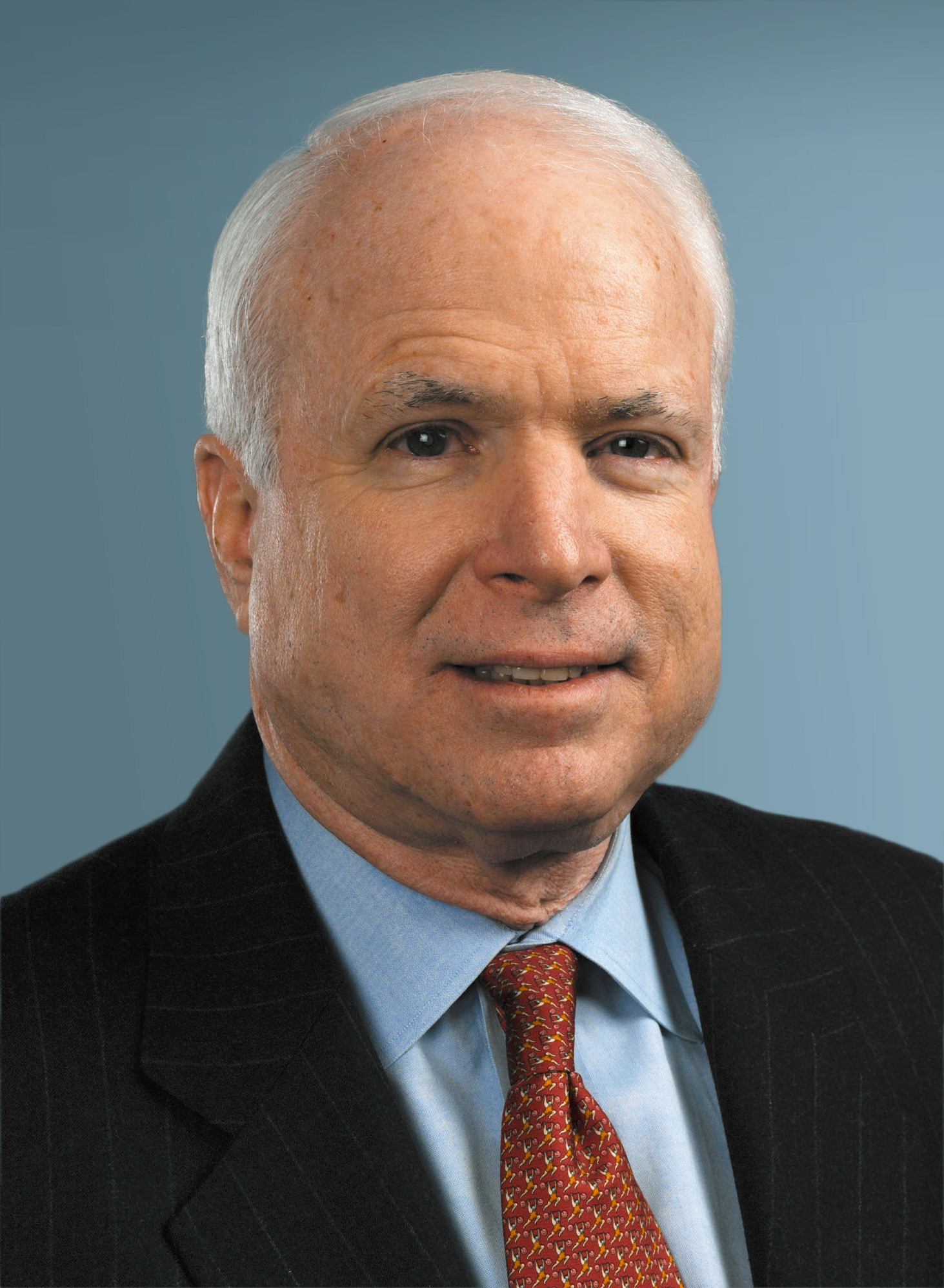
John McCain, starszy senator z Arizony

#### Pozostali uczestnicy prawyborów w Partii Republikańskiej

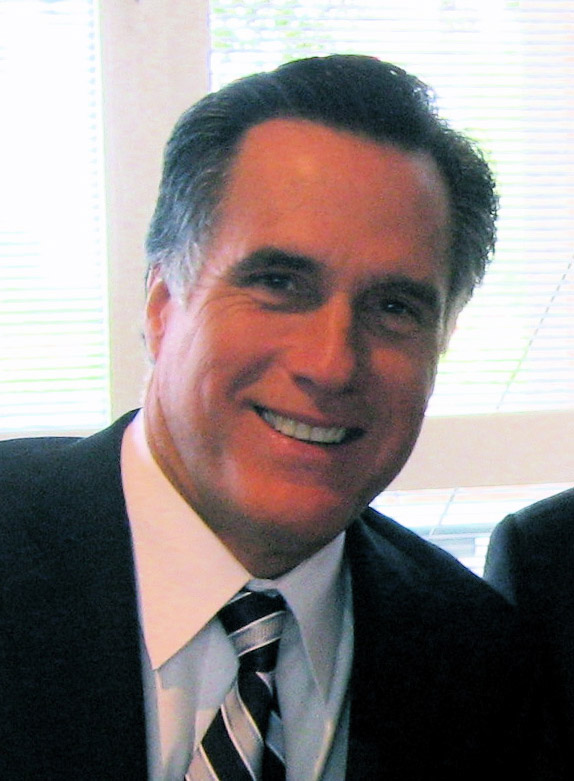
Mitt Romney, były gubernator Massachusetts
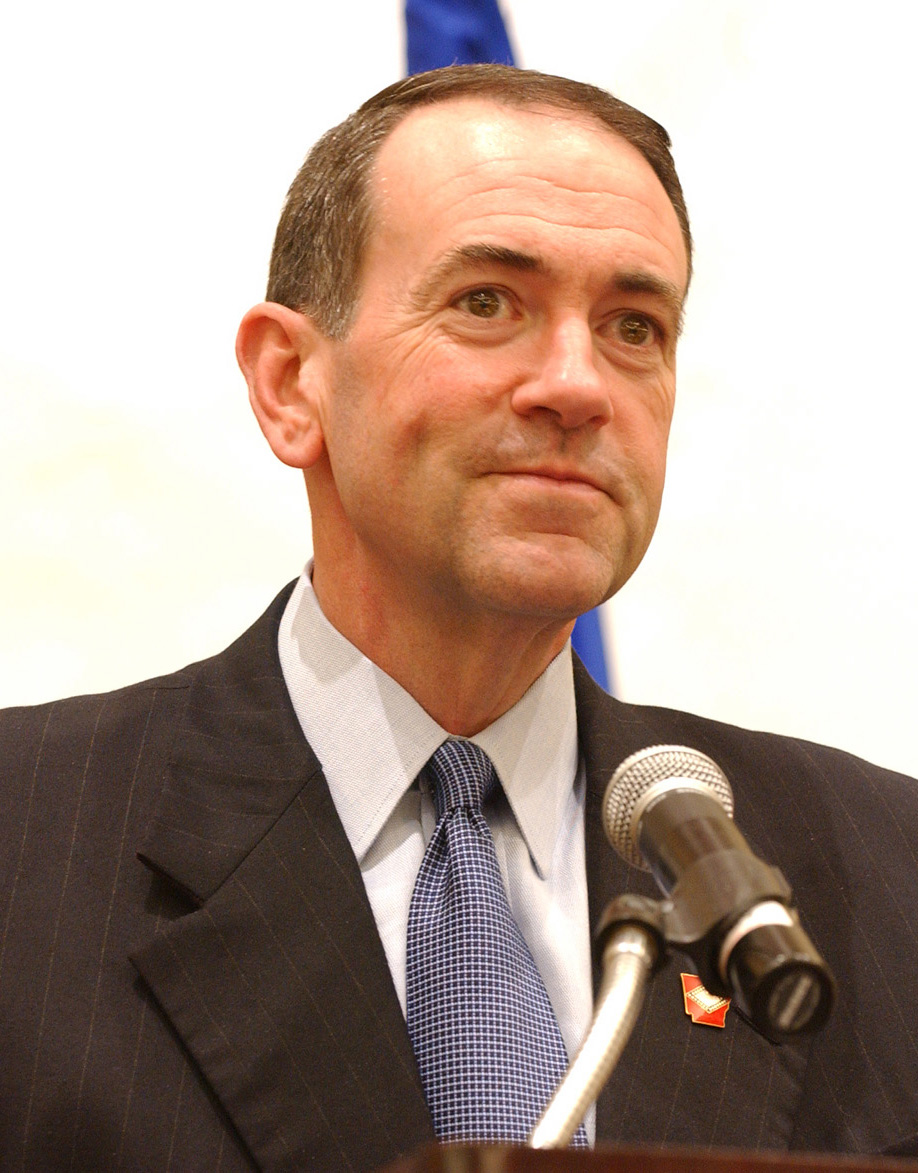
Mike Huckabee, były gubernator Arkansas
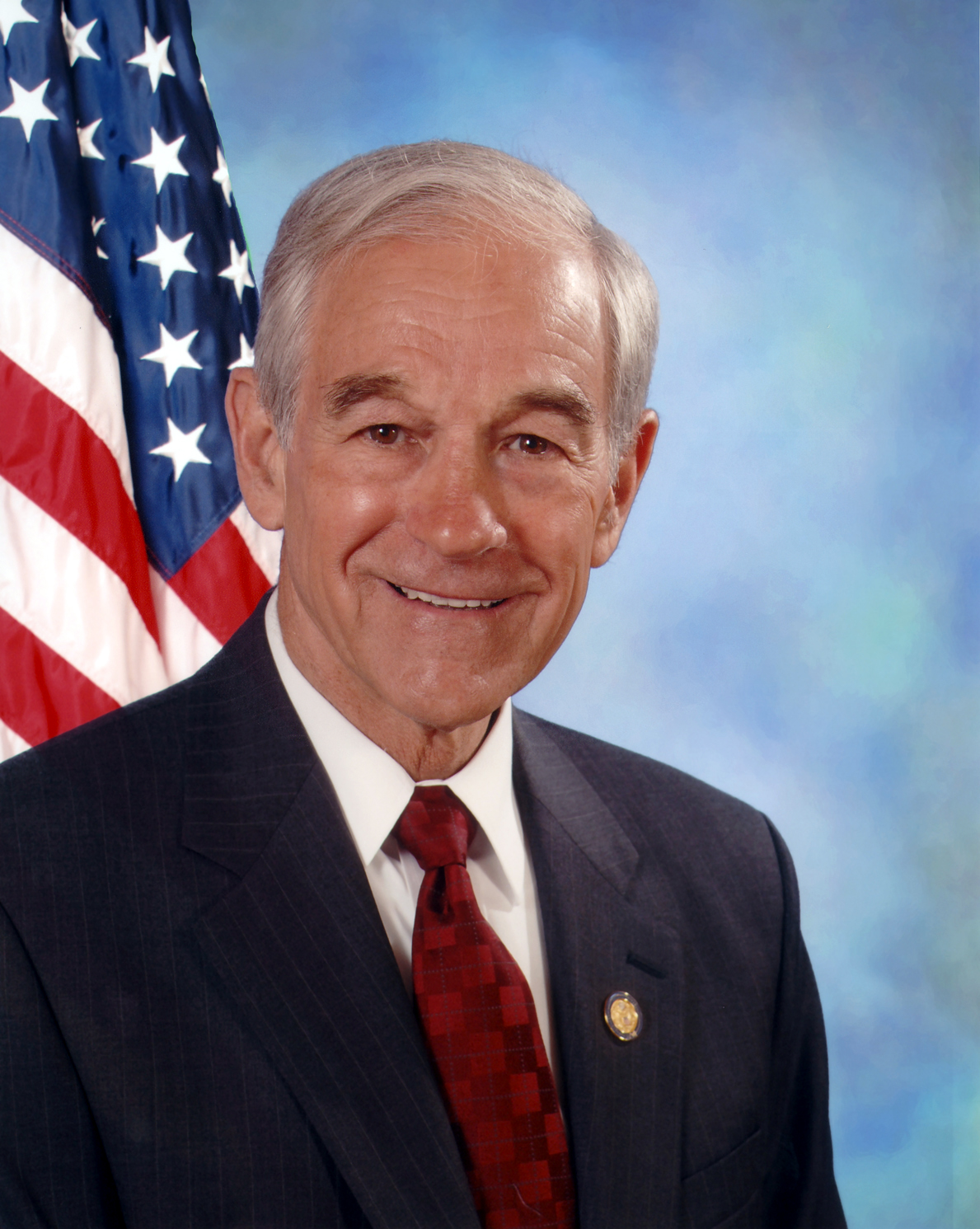
Ron Paul, kongresmen z Teksasu
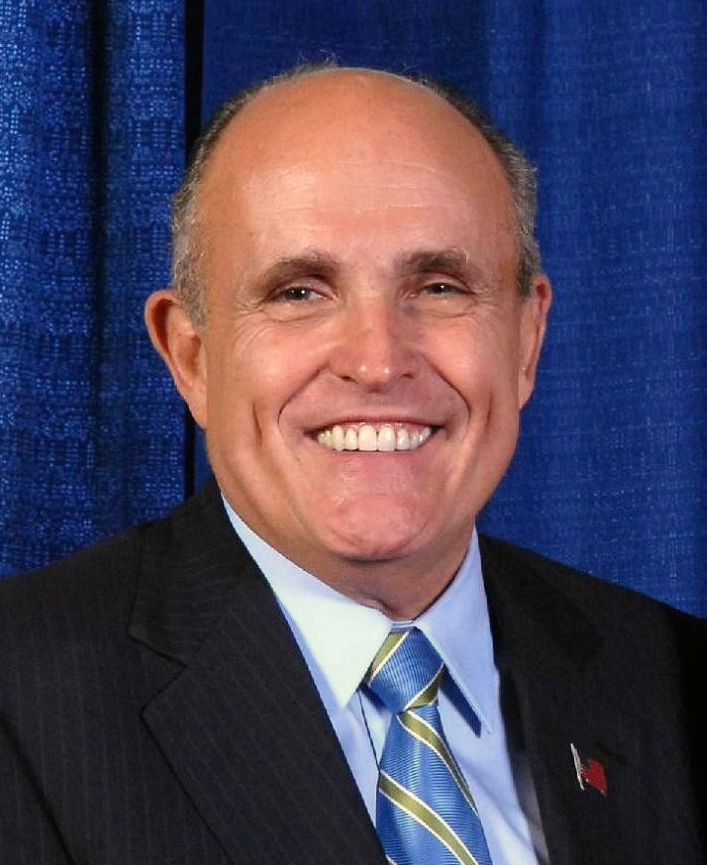
Rudy Giuliani, były burmistrz Nowego Jorku
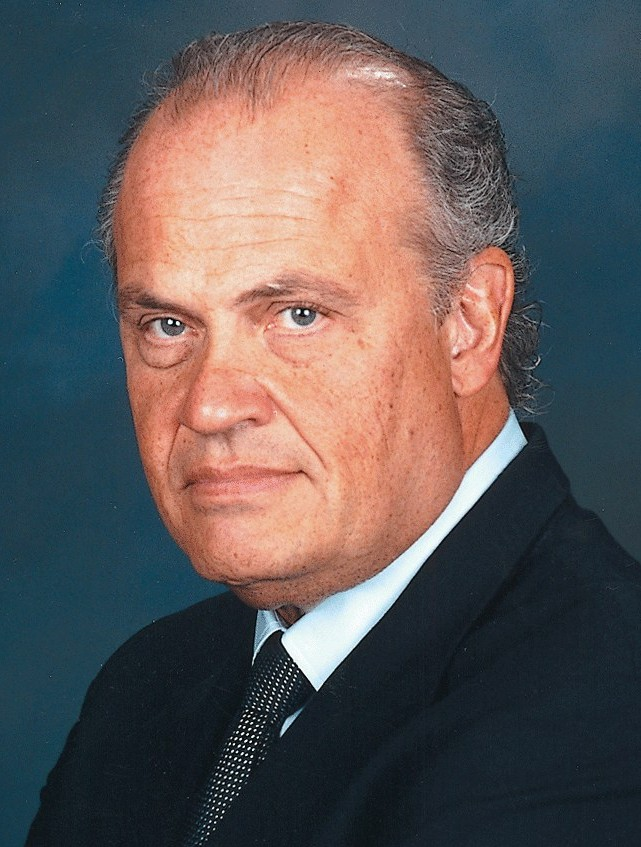
Fred Thompson, były senator z Tennessee
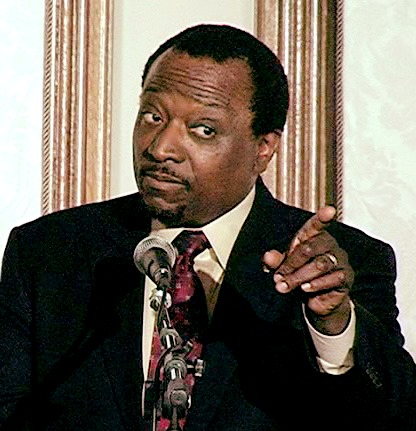
Alan Keyes, były ambasador USA przy ONZ z Maryland
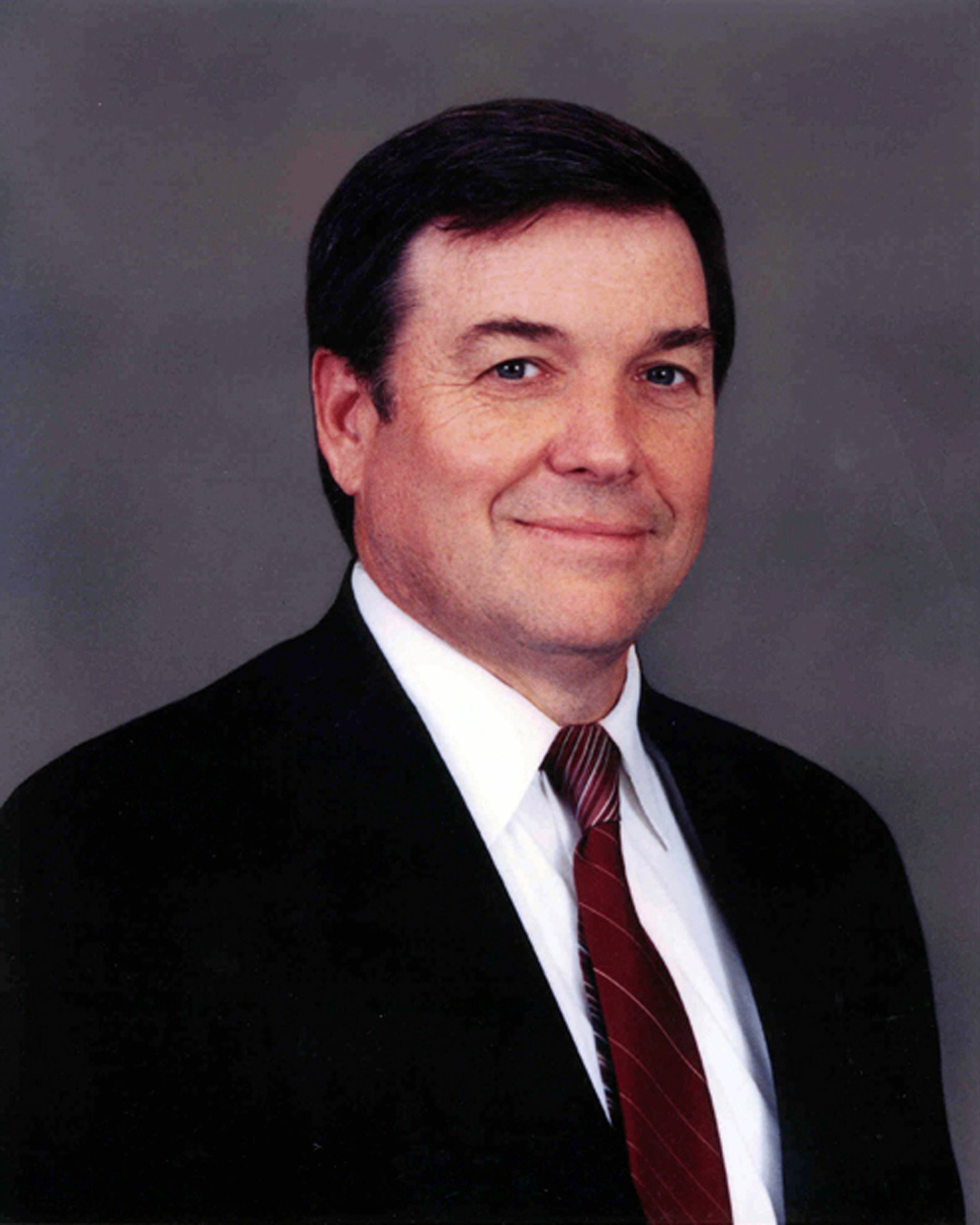
Duncan L. Hunter, kongresmen z Kalifornii

## Kandydaci mniejszych partii
| Lp.   | Kandydat na prezydenta                                   | Kandydat na wiceprezydenta | Partia                | Liczba stanów | Wyniki                |
| ----- | -------------------------------------------------------- | -------------------------- | --------------------- | ------------- | --------------------- |
| 3.    | Ralph Nader radca prawny ze stanu Connecticut            | Matt Gonzalez              | Peace and Freedom     | 45+DC         | 738 475, tj. 0,56%    |
| 4.    | Bob Barr były kongresmen ze stanu Georgia                | Wayne A. Root              | Partia Libertariańska | 45            | 523 686, tj. 0,40%    |
| 5.    | Chuck Baldwin były pastor z Florydy                      | Darrell Castle             | Partia Konstytucyjna  | 37            | 199 314, tj. 0,15%    |
| 6.    | Cynthia McKinney była kongresmenka ze stanu Georgia      | Rosa Clemente              | Partia Zielonych      | 31+DC         | 161 603, tj. 0,12%    |
| 7.    | Alan Keyes były ambasador USA przy ONZ ze stanu Maryland | Wiley Drake, Senior        | American Independent  | 3             | 47 694, tj. 0,04%     |
| 8.    | Ron Paul kongresmen z Teksasu                            | Barry Goldwater, Junior    | Louisiana Taxpayers   | 2             | 42 426, tj. 0,03%     |
| 9-24. | 16 pozostałych kandydatów łącznie                        |                            |                       |               | 33 598, tj. 0,03%     |
|       | dopisani przez wyborców łącznie                          |                            |                       |               | 112 554, tj. 0,09%    |
|       | głosy skreślające wszystkich kandydatów                  |                            |                       |               | 6 267, tj. 0,00%      |
|       | wszystkie głosy ważne łącznie                            |                            |                       |               | 131 257 328, tj. 100% |

Pozostali kandydaci:
- Jonathan E. Allen (HeartQuake ‘08 Party)
- Gene C. Amondson (Prohibition Party)
- Jeffrey Boss (Vote Here Party)
- Roger Calero (Socialist Workers Party)
- Richard Duncan (niezależny)
- James Harris (Florida Socialist Workers Party)
- Charles Jay (Boston Tea Party)
- Gloria La Riva (Party for Socialism and Liberation)
- Bradford Lyttle (U.S. Pacificist Party)
- Frank E. McEnulty (niezależny)
- Brian Moore (Socialist Party USA)
- George Phillies (Libertarian Party of New Hampshire)
- John J. Polachek (New Party)
- Thomas R. Stevens (Objectivist Party)
- Jeffrey J. Wamboldt (niezależny)
- Ted Weill (Reform Party)

## Rozstrzygnięcie wyborów
Około 21.05 czasu lokalnego w Phoenix, w stanie Arizona, John McCain w towarzystwie Sary Palin i ich obojga rodzin wygłosił tradycyjne przemówienie przegranego kandydata, składając gratulacje Barackowi Obamie. Tylko 5 minut wcześniej zakończono głosowanie w Kalifornii, największym stanie wygranym przez Obamę. Barack Obama wygrał wcześniej m.in. w kluczowych miejscach, tj. w dwóch dużych (Floryda, Ohio), trzech średnich (Karolina Północna, Wirginia, Indiana) i trzech małych stanach (Kolorado, Iowa, New Hampshire), co przeważyło szalę całych wyborów.
Stany Zjednoczone zaprosiły przedstawicieli Biura Instytucji Demokratycznych i Praw Człowieka (ODIHR) OBWE do obserwacji przebiegu wyborów. W misji wzięło udział ok. 100 obserwatorów.
Formalny wybór prezydenta i wiceprezydenta został dokonany w poniedziałek 15 grudnia 2008 głosami wybranych 4 listopada 2008 elektorów. Wówczas każdy z 538 elektorów w każdym ze stanów zagłosował pisemnie na dwie osoby (prezydenta i wiceprezydenta). Głosy te przekazane zostały do Senatu, po czym w czwartek 8 stycznia 2009 przewodniczący Senatu (tj. urzędujący wiceprezydent) w obecności Senatu i Izby Reprezentantów zarządził ich przeliczenie i ogłosił wynik wyborów na urzędy prezydenta i wiceprezydenta kolejnej kadencji. Warunkiem koniecznym było uzyskanie bezwzględniej większości, tj. przynajmniej 270 głosów. W innym przypadku to posłowie z Izby Reprezentantów głosując pisemnie dokonaliby wyboru prezydenta (zaś Senat wiceprezydenta).
Głosowanie elektorów jest swego rodzaju ceremonią. Elektorzy tylko w wyjątkowych sytuacjach głosowali dotychczas niezgodnie z głosami obywateli, którzy ich wybierają i nigdy nie zmieniło to wyniku wyborów. System elektorski w odróżnieniu od głosowania bezpośredniego wywodzi się z historii i podziału politycznego Stanów Zjednoczonych. Odzwierciedla on zaprojektowanie systemu demokracji w republice w taki sposób, aby ani małe stany ani duże stany nie przeważały nad sobą nawzajem.
Prezydent i wiceprezydent zostali zaprzysiężeni w południe 20 stycznia 2009 w Waszyngtonie.